# Окулово (Рыбинский район)
Окулово – деревня в Покровской сельской администрации Покровского сельского поселения Рыбинского района Ярославской области .
Деревня расположена на левом берегу реки Коровки, протекающей с юга на север. Дома расположены по обе стороны  одной улицы, ориентированной параллельно реке.  Эта улица является частью идущей параллельно реке по её левому берегу грунтовой дороги, которая начинается выше по реке (южнее) в Сонино, и далее проходит через деревни Большое, Малое Кстово и Новая, заканчивается в Покрове. Дорога с твердым покрытием Р104 на участке Рыбинск-Углич проходит примерно в 2 км от деревни, с другой стороны реки. Грунтовая дорога, связывающая Окулово с дорогой Рыбинск-Углич выходит к расположенной на дороге деревне Воробьёвке. Ближайшая автобусная остановка в деревне Дорожная, рейсовые автобусы на Углич и Мышкин. Дорожная связана с Окуловым тропой, при пересечении тропой Коровки устроена лава (пешеходный мостик). Численность постоянного населения на 1 января 2007 года – 6 человек .  Однако деревня активно используется для временного проживания и ведения подсобного хозяйства жителями расположенного поблизости и в хорошей транспортной доступности Рыбинска. В основном это выходцы из деревни, использующие дома, оставшиеся по наследству, новое строительство незначительно.
Деревня Окулова указана на плане Генерального межевания Рыбинского уезда 1792 года.
Централизованное водоснабжение отсутствует, используются колодцы и родники у реки. Ближайшие магазины в деревне Воробьевка и селе Покров. Администрация сельского поселения, школа и центр врача общей практики - в поселке Искра Октября. Отделение  почты, церковный приход и кладбище в селе Покров.